# Storthoaks
Storthoaks es un pueblo canadiense situado en la provincia de Saskatchewan.

## Superficie
Storthoaks tiene una superficie de 0,45 km².

## Demografía
En 2021, tenía 86 habitantes, una densidad poblacional de 192,3 hab./km², y 43 viviendas.